# Magna Steyr
Magna Steyr AG & Co KG — австрийская компания - производитель автомобилей и автомобильных комплектующих, расположенная в Граце. Является дочерним предприятием Magna International из Канады и ранее входила в конгломерат Steyr-Daimler-Puch, из которого вышла в 2001 году.
Инженеры компании Magna Steyr разрабатывают и собирают автомобили для многих других компаний мира на контрактной основе (поэтому Magna Steyr не является автомобильной маркой). Мощность компании по сборке автомобилей достигает 200 000 единиц в год. Magna Steyr имеет множество производственных мощностей во многих странах мира, но основной завод находится в городе Грац, Австрия.
Компания принимала и продолжает принимать участие в разработке полноприводной системы 4MATIC, автомобилей Mercedes-Benz G-класса, BMW X3 и BMW 5, Aston Martin Rapide, Audi TT, Fiat Bravo, Peugeot RCZ и других.

## История
Компания Magna Steyr AG & Co KG была основана в 2001 году после того, как Magna International Inc приобрела контрольный пакет акций у Steyr-Daimler-Puch AG тремя годами ранее. В 2002 году предприятие выкупило производственные мощности (завод Eurostar Automobilwerk) немецкого концерна DaimlerChrysler. В 2010 году компания поглотила фирму Erhard & Söhne, поставщика баковых систем и баллонов со сжатым воздухом для коммерческих автомобилей. В 2016 году Magna Steyr приобрела компанию Telemotive AG — ведущую инжиниринговую компанию в области автомобильной электроники
.

## Продукция

### Текущая

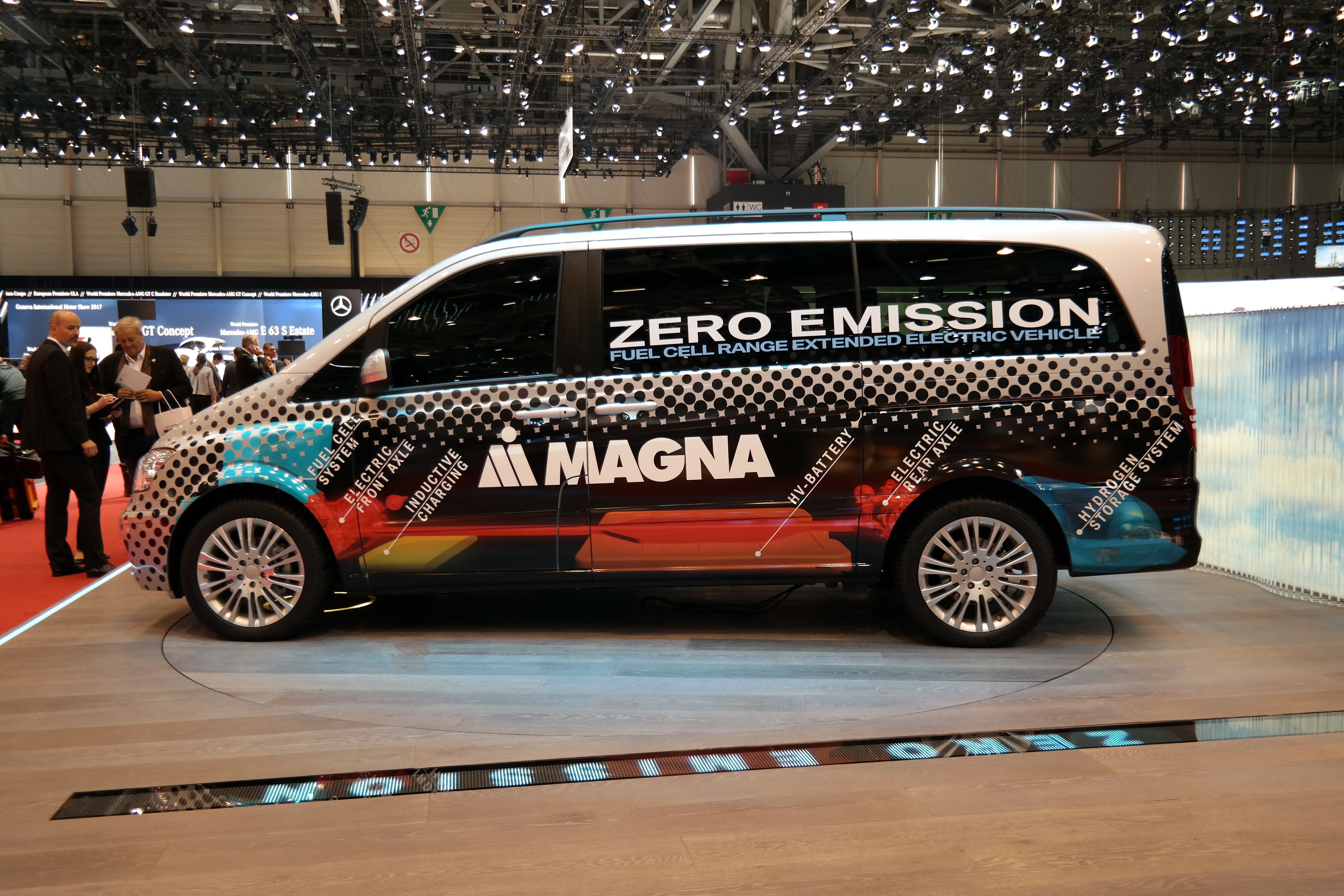
Минивэн FCREEV — Mercedes-Benz V-класс с электродвигателем от Magna Steyr, Женевский автосалон 2017

- Mercedes-Benz G-класс – с 1979 года.
- BMW 5 серии – с 2017 года.
- BMW Z4 (с 2018)
- Jaguar I-Pace (с 2018)
- Toyota Supra (с 2019)
- Fisker Ocean (с 2022)

### Бывшая
- Voiturette (1904)
- Alpenwagen (1919)
- Puch 500/650/700c/126 (1957—1975)
- Haflinger (1959—1974)
- Pinzgauer (1971—2000)
- Volkswagen Transporter T3 4x4 (1984—1992)
- Volkswagen Golf Country (1990—1991)
- Audi V8L (1990—1994)
- Jeep Grand Cherokee ZG (1994—1998)
- Jeep Grand Cherokee WJ/WG (1999—2005)
- Jeep Grand Cherokee WH (2005—2010)
- Jeep Commander (2006—2010)
- Chrysler Voyager (2002—2007)
- Chrysler 300C (2005—2010)
- Mercedes-Benz E-класс W210 (1996—2002) (полноприводные)
- Mercedes-Benz M-класс W163 (1999—2002)
- Mercedes-Benz E-класс W211 (2003—2006) (полноприводные)
- Saab 9-3 Convertible (2003—2009)
- BMW X3 (2003—2010)
- Mercedes-Benz SLS AMG (алюминиевый кузов) (2009—2014)
- Aston Martin Rapide (2010—2012)[6]
- Mini Paceman – (2012—2016)[7]
- Mini Countryman – (2010—2016)[8]
- Peugeot RCZ (2010—2015)